# Jean-Pierre Milelli
Pour les articles homonymes, voir Milelli.
 (janvier 2021).
Si vous disposez d'ouvrages ou d'articles de référence ou si vous connaissez des sites web de qualité traitant du thème abordé ici, merci de compléter l'article en donnant les références utiles à sa vérifiabilité et en les liant à la section « Notes et références ».
Jean-Pierre Milelli, né le 24 mars 1960 à Paris, est un spécialiste du monde arabe. 

## Biographie
Il est agrégé d'arabe (1993), diplômé de l'Institut national des langues et civilisations orientales et de l'institut d'études politiques de Paris (où il enseigna ensuite de 1998 à 2011). 
Outre diverses traductions littéraires (de l'italien, de l'anglais et de l'arabe) ainsi que des travaux de lexicographie arabe, il s'est intéressé à la genèse culturelle de l'islamisme.
C'est ainsi qu'en 2005, il a traduit et publié, avec Gilles Kepel, la première anthologie critique de textes émanant d'al-Qaïda (ouvrage traduit en anglais, allemand, italien et chinois) ; puis, à l'automne 2008, il a traduit et publié L'Absolution d'Ayman al-Zawahiri (paru en arabe, en mars 2008, sur Internet).
De 2008 à 2010, il a publié, avec Jinane Chaker-Sultani, divers ouvrages dont un dictionnaire français-libanais libanais-français, premier en son genre. 
De 2011 à 2016, il a dirigé le Centre d'études arabes de Rabat. De 2016 à 2017, il a dirigé la rédaction arabophone de France 24.
Depuis 2018, il enseigne à l'École normale supérieure, au sein de la chaire Moyen-Orient Méditerranée.

## Distinctions
- Chevalier dans l'Ordre des Palmes Académiques.

## Publications
Traductions :
- Qui je suis de Pier Paolo Pasolini, Arléa, 1995 (réédition, 2015).
- Lettre à un adolescent sur le bonheur, de Franco Ferrucci, Arléa, 1996 (réédition, 2002).
- Les Pierres de Bobello, d'Édouard Al-Kharrat, Actes Sud, 1999.
- Guerre sainte, multinationale, de Peter Bergen, Gallimard, 2001.
- Dans la prison d'Aboul-Ala, de Taha Hussein, Milelli, 2009.

Islam politique :
- Al-Qaida dans le texte, PUF, 2005 (avec Gilles Kepel)  (ISBN 2-13-054771-0)
- L'absolution, d'Ayman al-Zawahiri, Milelli, 2008,  (ISBN 978-2-916590-05-9)

Lexicographie :
- 20 001 MOTS dictionnaire arabe-français français-arabe, Milelli, 2007 (avec Jinane Chaker-Sultani)  (ISBN 2-916590-02-1)
- Dictionnaire français-libanais libanais-français, Milelli, 2010 (avec Jinane Chaker-Sultani)  (ISBN 978-2-916590-15-8)